# 6646 Чуранта
6646 Чуранта (6646 Churanta) — астероїд головного поясу, відкритий 14 лютого 1991 року.
Тіссеранів параметр щодо Юпітера — 3,857.
Названий на честь матері українського астронома Клима Івановича Чурюмова Антоніни Михайлівни Чурюмової.